# 光陵女子短期大学
光陵女子短期大学（日语：／ Koryo Joshi Tanki Daigaku *）是过去一所位于日本爱知县日进市的私立短期大学。

## 概要

### 简介
- 短期大学为于1982年开办、由学校法人栗本学园经营。招生到2009年、停办于2011年[1]。

### 历史
- 1982年 光陵女子短期大学成立并同时设置国际教养学科。
- 1985年 国际教养学专攻成立于专科。
- 1992年 专科为大学评价学位授予机构的批准机构。
- 2001年 国际教养学科更名为国际傳播学科。
- 2009年 最后一年招生、次年停止招生（正式停办于2011年**月*日[1]）

## 学校环境
- 校区：在了爱知县日进市[注 1]

## 组织

### 学科
- 国际傳播学科

### 专科
| - 国际教养学专攻 |

### 业余课程
| - 没有 |

## 相关链接
- 日本短期大学列表